# 安田進
安田 進（やすだ すすむ）は、日本の地盤工学者。東京電機大学名誉教授、同大学元理工学部教授。元日本地震工学会会長、工学博士、技術士（総合技術監理部門、建設部門）、土木学会認定特別上級土木技術者（地盤・基礎）。

## 概要
広島県広島市出身。主に液状化対策、地震時の斜面崩壊や豪雨時の土砂災害、堤防被害などの分野に携わり、地盤工学会、土木学会の要職を歴任。

## 経歴
- 1966年 広島大学教育学部附属高等学校（現・広島大学附属高等学校）卒業
- 1970年 九州工業大学開発土木工学科卒業
- 1972年 東京大学大学院工学系研究科土木工学専攻修士課程修了
- 1975年 東京大学大学院工学系研究科土木工学専攻博士課程修了、工学博士。論文題目は「不規則荷重を受ける飽和砂の液状化」。
- 1975年 基礎地盤コンサルタンツ株式会社
- 1986年 九州工業大学工学部助教授
- 1994年 東京電機大学理工学部教授
- 2013年 東京電機大学研究推進社会連携センター長、日本地震工学会会長
- 2016年 東京電機大学副学長
- 2018年 東京電機大学名誉教授

## 受賞等
- 1987年 土木学会論文賞
- 2011年 地盤工学会研究業績賞
- 2011年 国土交通大臣賞産学官連携功労者表彰
- 2012年 ガス保安功労者経済産業大臣表彰

## 委員等
- 地盤工学会関東支部長（2017年〜）
- 日本地震工学会会長（2013年〜2014年）
- 土木学会理事（2012年〜2013年）
- 地盤工学会副会長（2006年〜2007年）
- 国際地盤工学会　ATC10委員長（2002年〜2005年）
- 国際地盤工学会　ATC3委員長（2006年〜2009年）
- 日本地震工学会副会長（2005年〜2006年）

## 著書
- 『性能規定型耐震設計』鹿島出版会 2006年
- 『液状化対策の調査・設計から施工まで』地盤工学会 2004年
- 『液状化の調査から対策工まで』鹿島出版会 1988年